# Kiszsidány
Kiszsidány (em alemão: Roggendorf; croata: Lukindrof) é um município da Hungria, situado no condado de Vas. Tem 4,93 km² de área e sua população em 2015 foi estimada em 93 habitantes.